# 小行星8757
小行星8757（8757 Cyaneus）是一颗绕太阳运转的小行星，为主小行星带小行星。该小行星于1960年9月24日发现。

## 轨道参数
小行星8757的轨道半长轴为2.1922395 UA，离心率为0.064。